# Amati (Geigenbauer)
Die Amati waren eine Cremoneser Geigenbauerdynastie mit möglicherweise deutschen Wurzeln, die sich bis 1097 zurückverfolgen lassen.
Zwischen 1520 und 1740 lebten die „fünf großen Amati“, die den Ruf Cremonas als Geigenstadt begründeten. Sie verteilen sich auf vier Generationen:
- Mit Andrea Amati (1505–1577) begann die Geigenbauertradition der Amati. Er verwendete ausgewählteres Holz, als es bisher für den Instrumentenbau üblich gewesen war, und veränderte die spitze Gambenform zu einem der heutigen Violinform ähnelnden Modell.
- Seine Söhne Antonio Amati (um 1540–1607) und Girolamo Amati (1561–1630), auch als „Brüder Amati“ bezeichnet, bauten erste Geigen in guter Qualität.
- Nicola Amati (1596–1684), ein Sohn des Girolamo Amati, war der prominenteste Vertreter der Dynastie. Er war möglicherweise Lehrer von Antonio Stradivari und Andrea Guarneri, die jeweils eigene Geigenbauerfamilien begründeten.
- Girolamo (II.) Amati (1649–1740) war ein Sohn von Nicola Amati. Er steht trotz bedeutender Werke im Schatten seines Mitschülers Antonio Stradivari.

Der Asteroid (19183) Amati ist nach der Familie benannt.